# Ричард Плантагенет, 3-й герцог Йоркский
Ричард Плантагенет, 3-й герцог Йоркский (англ. Richard Plantagenet, Duke of York, 21 сентября 1411 — 30 декабря 1460, Уэйкфилд) — сын Ричарда Конисбурга, 3-го графа Кембриджа, и Анны Мортимер (1388—1411), правнук короля Англии Эдуарда III, глава партии Йорков в начале войны Алой и Белой Розы. Крупнейший феодал, регент при короле Генрихе VI, враг королевы Маргариты. Видный военачальник и политик. Предательски убит при Уэйкфилде.
Хотя Ричард и не стал королем, он был отцом королей Эдуарда IV и  Ричарда III, а также дедом Эдуарда V. По браку своей внучки Елизаветы Йоркской с королем Генрихом VII Тюдором он стал предком всех последующих английских монархов.

## Биография
В 1415 году отец Ричарда был казнён как изменник, а его владения конфискованы. В том же году в битве при Азенкуре погиб дядя Ричарда по отцовской линии — герцог Эдуард Йоркский. Ричард рос сиротой, фактически находясь в состоянии полуопалы. В 1426 году совет короля Генриха VI возвратил Ричарду титул герцога Йоркского, а в 1432 году — титулы графа Кембриджа и графа Марча. Права на графство Марч он получил как наследник бездетного брата своей матери Эдмунда Мортимера, графа Марча. В 1435 году после смерти герцога Бедфорда, регента Франции, Ричард Йоркский стал главнокомандующим английскими войсками во Франции. Позднее он стал наместником Ирландии.
В 1454—1455 годах во время болезни короля Генриха VI Ричард Йоркский был регентом Англии. Но после выздоровления короля Генриха его жена, Маргарита Анжуйская, добилась изгнания Ричарда из совета. Так в 1455 году началась война Алой и Белой Розы.
Вначале Ричард Йоркский желал лишь возвратить звание регента, но после нескольких победоносных битв его цели изменились — он стал претендовать на английскую корону, так как по материнской линии происходил от герцога Лайонела Кларенса, третьего сына короля Эдуарда III. Кроме того, по отцовской линии Ричард был внуком Эдмунда Лэнгли, 1-го герцога Йоркского — пятого сына короля Эдуарда III, в то время как Генрих VI вёл свой род от четвёртого сына короля Эдуарда — Джона Гонта, 1-го герцога Ланкастера. В 1460 году парламент признал Ричарда наследником Генриха VI. Но в том же году он потерпел поражение от войск жены Генриха, Маргариты Анжуйской, и погиб в битве при Уэйкфилде. Его голова в бумажной короне была выставлена на всеобщее обозрение.
Ричард был женат (с 1424 года) на Сесилии Невилл, дочери Ральфа Невилла, 1-го графа Уэстморленда, и Джоан Бофорт, сестры короля Генриха IV. От этого брака он имел 12 детей, многие из них умерли в младенчестве. Сын Эдмунд, граф Ратленд, погиб вместе с отцом. Наиболее известны сыновья Ричарда — Эдуард IV и Ричард III, ставшие королями Англии, а также Джордж, герцог Кларенс.

## Образ в культуре
- Ричард Йорк является персонажем исторической хроники Шекспира «Генрих VI» (три части).
- «Пустая корона» — телевизионный сериал, состоящий из экранизаций пьес Шекспира, в роли Ричарда Йорка — Эдриан Данбар[англ.].
- Ричард Йорк послужил прообразом Эддарда Старка, одного из героев цикла романов «Песнь Льда и Огня» Джорджа Р. Р. Мартина.[источник не указан 453 дня]